# Striscia progresso volo

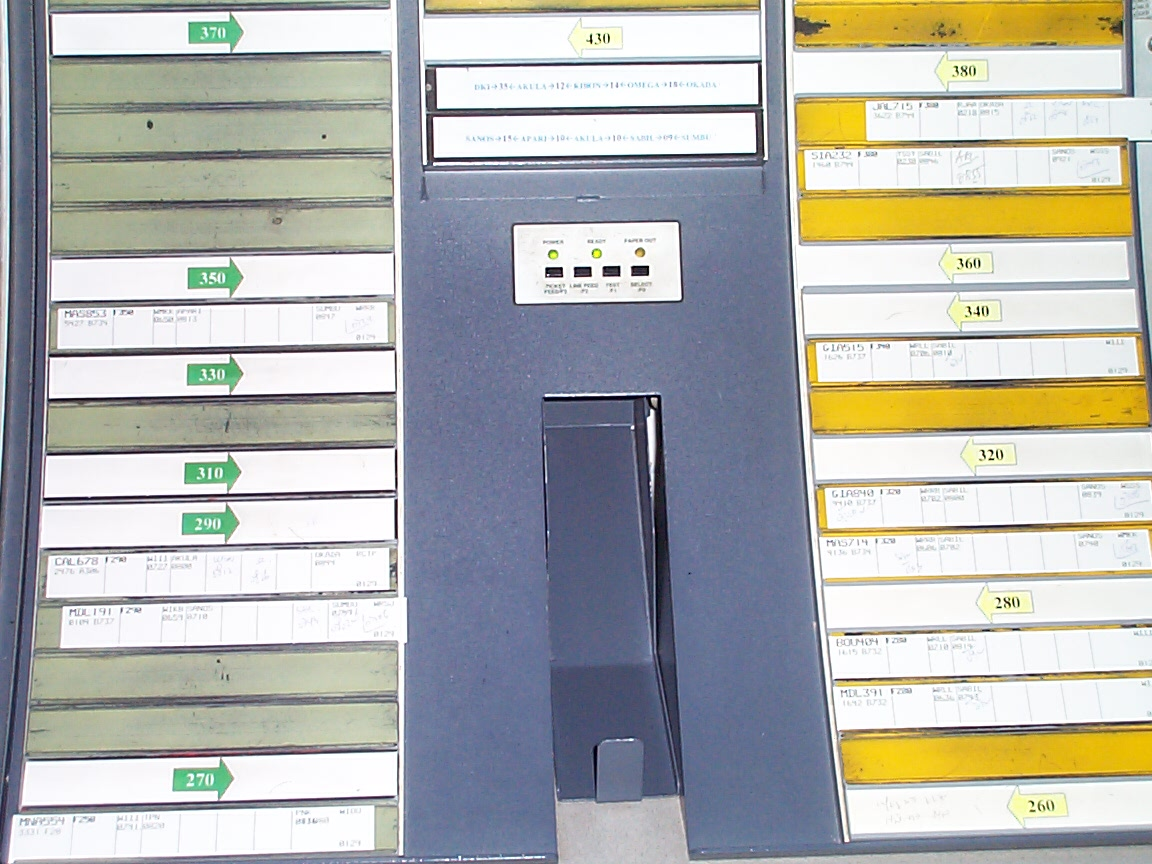
Una "strippiera" posizionata su di uno dei banconi operativi del centro di controllo d'area di Giacarta.

Una  striscia progresso volo, in inglese flight progress strip, abbreviata in FPS, è una piccola striscia di carta usata nel controllo del traffico aereo per annotare i dati di un aeromobile in volo e facilitare al personale controllore del traffico aereo la memorizzazione delle informazioni e delle autorizzazioni emesse.

## Caratteristiche
Le strisce progresso volo hanno dimensioni standard di 21 cm di larghezza e 2,5 cm di altezza. Quando devono essere utilizzate vengono inserite in un contenitore plastico e posizionate su di una rastrelliera sul bancone operativo del controllore, la cosiddetta "strippiera"; a questo punto le FPS sono pronte per essere compilate con i dati del volo da gestire. Nei moderni centri di controllo delle particolari stampanti pre-compilano i dati fondamentali degli aeromobili estraendoli direttamente dai piani di volo.

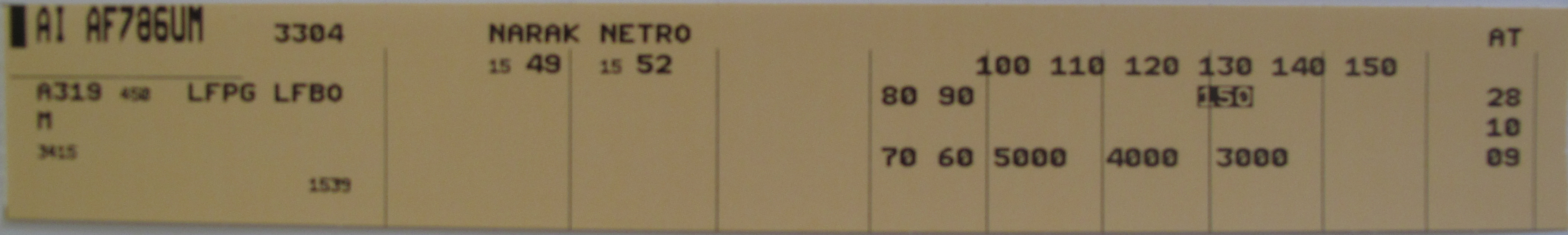
Una striscia progresso volo pre-compilata sulla base del piano di volo presentato dal pilota.

In alcune nazioni si utilizzano esclusivamente strisce progresso volo di colore bianco, ad esempio negli Stati Uniti e in Canada, in altri paesi, al contrario, si preferisce differenziare i colori delle FPS a seconda della tipologia di traffico rappresentato, ad esempio aeromobile in arrivo, in partenza, in sorvolo o che operi localmente; queste procedure sono in vigore, ad esempio, nel Regno Unito e in Italia. In alternativa è possibile differenziare i voli VFR da quelli IFR utilizzando FTP di colori differenti, oppure distinguere in tal modo le strisce progresso volo di aeromobili lungo specifiche direttrici di traffico.

## Utilizzo

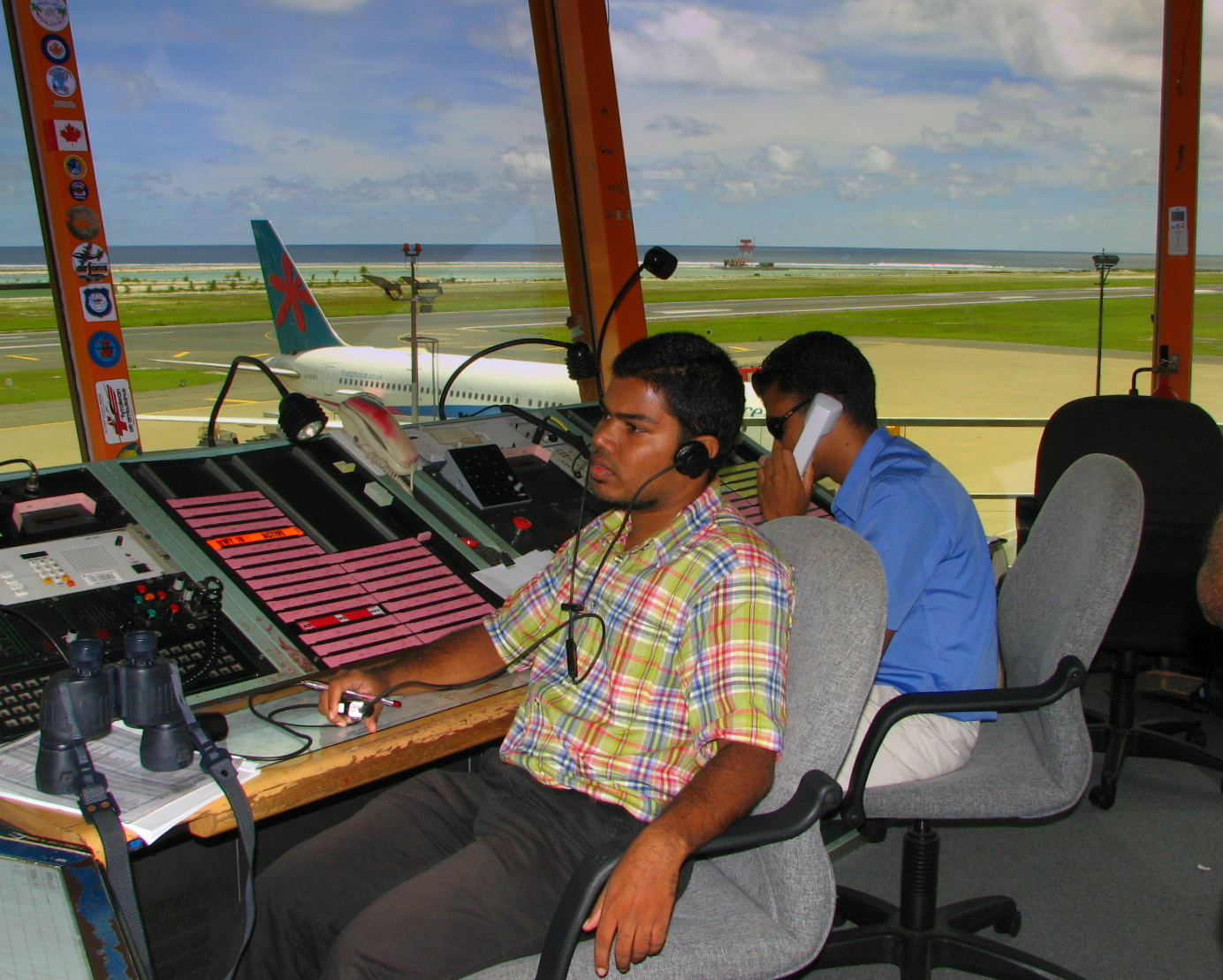
Le strip allineate sul bancone di una torre di controllo.

Sebbene ogni striscia non possa rappresentare più di un singolo volo, la stessa striscia può essere utilizzata per più aeromobili che operano in formazione come unico traffico. Inoltre lo stesso volo può essere rappresentato su più FPS che saranno distribuite presso le postazioni operative di controllo incaricate di gestire i vari tratti di rotta percorsi da quel traffico.
I dati essenziali necessari alla gestione iniziale del volo sono trascritti sulla FPS; tali informazioni variano a seconda della tipologia di volo e delle procedure applicate dalle unità di controllo ma, comunque, comprendono come minimo il nominativo e il tipo dell'aeromobile, l'aeroporto di provenienza e quello di destinazione, la rotta e la quota richiesti.
La striscia viene quindi disposta nella strippiera di un controllore non appena questi dovrà gestire il volo rappresentato e da qui rimossa non appena l'aeromobile non sia più sotto la responsabilità di tale operatore. Sulla base delle comunicazioni ricevute dal pilota e delle istruzioni e autorizzazioni impartite, il controllore aggiornerà i dati riportati sulla FPS utilizzando particolari simbolismi e codici.
Le convenzioni impiegate nella compilazione delle strisce, la simbologia e il codice da utilizzare devono essere stabiliti dall'autorità competente per l'erogazione del servizio.

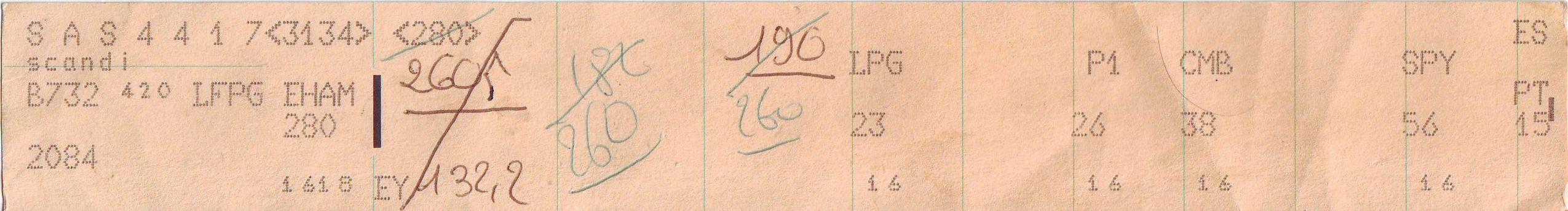
Una striscia progresso volo aggiornata dal controllore durante la gestione del traffico.

Alcuni simboli sono utilizzati per indicare che l'aeromobile rappresentato sulla striscia progresso volo ha ricevuto delle specifiche informazioni e autorizzazioni o sta volando una particolare procedura di volo o di avvicinamento strumentale. A titolo d'esempio:
- la lettera H indica che l'aeromobile è in circuito di attesa;
- le lettere WX indicano che all'aeromobile sono state comunicate le informazioni meteorologiche;
- la lettera I indica che l'aeromobile è stato autorizzato alla procedura di avvicinamento ILS;
- la lettera Q indica che all'aeromobile è stato comunicato il valore di pressione atmosferica necessario per il regolaggio altimetrico;
- la lettera R indica che l'aeromobile è sotto controllo radar;
- la lettera T indica che all'aeromobile è stato comunicato lo stop orario;
- il simbolo ↑ indica che l'aeromobile è in salita;
- il simbolo ↓ indica che l'aeromobile è in discesa;
- il simbolo Δ→ indica che l'aeromobile ha lasciato uno spazio aereo controllato;
- il simbolo + prima o dopo l'indicazione di quota indica che l'aeromobile è stato istruito a mantenersi al di sopra di un particolare livello (ad esempio +3000 indica che l'aeromobile volerà al di sopra di 3000 ft);
- il simbolo - prima o dopo l'indicazione di quota indica che l'aeromobile è stato istruito a mantenersi al di sotto di un particolare livello (ad esempio -120 indica che l'aeromobile è autorizzato a volare al di sotto di FL 120);
- il simbolo ^ indica che l'aeromobile non è soggetto a ritardi.

## Conservazione
Le strisce progresso volo devono essere conservate per un periodo minimo di 90 giorni e possono essere distrutte solo se, durante tale lasso di tempo, non sia emersa la necessità di ulteriore conservazione. Il prolungamento del periodo minimo di conservazione di una FPS e il suo accantonamento, insieme a tutta la documentazione connessa con la gestione di un volo, potrebbe essere necessaria, ad esempio, per le investigazioni a seguito di incidenti, eventi di pericolo o disservizi.

## Evoluzione
Nei centri di controllo di ultima generazione, le FPS non sono cartacee ma rappresentate informaticamente direttamente sugli schermi radar e aggiornate dal controllore utilizzando tastiera e mouse oppure touch screen. In questo caso la striscia progresso volo viene chiamata strip elettronica. Grazie alla loro economicità e versatilità le strisce progresso volo stampate su carta continuano a essere utilizzate anche laddove siano in uso le strip elettroniche, come sistema da utilizzarsi in via supplementare o in caso di emergenza o avaria dei sistemi informatici. Si ritiene inoltre che l'uso delle FTP e il loro puntuale aggiornamento rappresenti un efficace sistema di comunicazione e di scambio di informazioni non verbali ad integrazione delle altre tipologie di coordinamenti fonetici o informatici.